# Sommer-Paralympics 2020/Judo
Bei den Sommer-Paralympics 2020 in Tokio wurden in insgesamt 13 Wettbewerben im Judo Medaillen vergeben. Die Entscheidungen fielen zwischen dem 27. und dem 29. August 2021 im Nippon Budokan. Bei Männern gab es sieben und bei Frauen sechs Gewichtsklassen.

## Zeitplan
Die Wettkämpfe fanden vom 27. bis 29. August 2021 statt. Die Qualifikationsrunden fanden jeweils ab 10:30 Uhr lokaler Zeit statt und die Medaillenkämpfe ab 19:00 Uhr.
|        | 27. August     | 28. August     | 29. August               |
| ------ | -------------- | -------------- | ------------------------ |
| Männer | −60 kg; −66 kg | −73 kg; −81 kg | −90 kg; −100 kg; +100 kg |
| Frauen | −48 kg; −52 kg | −57 kg; −63 kg | −70 kg; +70 kg           |

## Ergebnisse

### Medaillengewinner
Männer
| Disziplin                      | Gold                         | Silber              | Bronze                                    |
| ------------------------------ | ---------------------------- | ------------------- | ----------------------------------------- |
| Superleichtgewicht (bis 60 kg) | Vugar Shirinli               | Anuar Sariyev       | Recep Çiftçi Alex Bologa                  |
| Halbleichtgewicht (bis 66 kg)  | Uchkun Kuranbaev             | Sérgio Ibáñez       | Yujiro Seto Namig Abasli                  |
| Leichtgewicht (bis 73 kg)      | Feruz Sayidov                | Temirzhan Daulet    | Rufat Mahomedow Osvaldas Bareikis         |
| Halbmittelgewicht (bis 81 kg)  | Huseyn Rahimli               | Davurkhon Karomatov | Eduardo Adrián Ávila Sánchez Lee Jung-min |
| Mittelgewicht (bis 90 kg)      | Vahid Nouri                  | Elliot Stewart      | Hélios Latchoumanaya Oleksandr Nazarenko  |
| Halbschwergewicht (bis 100 kg) | Chris Skelley                | Ben Goodrich        | Sharif Khalilov Anatolii Shevchenko       |
| Schwergewicht (über 100 kg)    | Mohammadreza Kheirollahzadeh | Revaz Chikoidze     | Ilham Zakiyev Choi Gwang-geun             |

Frauen
| Disziplin                      | Gold               | Silber              | Bronze                                 |
| ------------------------------ | ------------------ | ------------------- | -------------------------------------- |
| Superleichtgewicht (bis 48 kg) | Shahana Hajiyeva   | Sandrine Martinet   | Wiktoriia Potapowa Julija Iwanyzka     |
| Halbleichtgewicht (bis 52 kg)  | Cherine Abdellaoui | Priscilla Gagne     | Alessja Stepanjuk Nataliya Nikolaychyk |
| Leichtgewicht (bis 57 kg)      | Sevda Valiyeva     | Parvina Samandarova | Lúcia Araújo Zeynep Çelik              |
| Halbmittelgewicht (bis 63 kg)  | Khanim Huseynova   | Iryna Husieva       | Wang Yue Nafisa Sheripboeva            |
| Mittelgewicht (bis 70 kg)      | Alana Maldonado    | Ina Kaldani         | Kazusa Ogawa Lenia Ruvalcaba           |
| Halbschwergewicht (über 78 kg) | Dursadaf Karimova  | Zarina Baibatina    | Meg Emmerich Carolina Costa            |

### Medaillenspiegel
Mit sechs Goldmedaillen und zwei Bronzemedaillen waren die aserbaidschanischen Sportler am erfolgreichsten. 22 der 41 teilnehmenden Nationen konnten Medaillen gewinnen.
| Medaillenspiegel |                    |              |                |                |        |
| Platz            | Land               | Goldmedaille | Silbermedaille | Bronzemedaille | Gesamt |
| 1                | Aserbaidschan      | 6            | 0              | 2              | 8      |
| 2                | Usbekistan         | 2            | 2              | 2              | 6      |
| 3                | Iran               | 2            | 0              | 0              | 2      |
| 4                | Großbritannien     | 1            | 1              | 0              | 2      |
| 5                | Brasilien          | 1            | 0              | 2              | 3      |
| 6                | Algerien           | 1            | 0              | 0              | 1      |
| 7                | Kasachstan         | 0            | 3              | 0              | 3      |
| 8                | Georgien           | 0            | 2              | 0              | 2      |
| 9                | Ukraine            | 0            | 1              | 4              | 5      |
| 10               | Frankreich         | 0            | 1              | 1              | 2      |
| 11               | Kanada             | 0            | 1              | 0              | 1      |
| 11               | Spanien            | 0            | 1              | 0              | 1      |
| 11               | Vereinigte Staaten | 0            | 1              | 0              | 1      |
| 14               | RPC                | 0            | 0              | 3              | 3      |
| 15               | Japan              | 0            | 0              | 2              | 2      |
| 15               | Mexiko             | 0            | 0              | 2              | 2      |
| 15               | Südkorea           | 0            | 0              | 2              | 2      |
| 15               | Türkei             | 0            | 0              | 2              | 2      |
| 19               | China              | 0            | 0              | 1              | 1      |
| 19               | Italien            | 0            | 0              | 1              | 1      |
| 19               | Litauen            | 0            | 0              | 1              | 1      |
| 19               | Rumänien           | 0            | 0              | 1              | 1      |